# Les jeux sont faits (roman de Freeman)
Pour les articles homonymes, voir Les jeux sont faits.
Les jeux sont faits — Felo De Se?, dans l'édition originale britannique et Death at the Inn, dans l'édition originale américaine —  est un roman policier britannique de Richard Austin Freeman publié en 1937. C'est le 18e roman de la série mettant en scène le Dr John Thorndyke.

## Résumé
Un soir où une brume opaque envahit les rues de la City de Londres, le jeune Robert Mortimer découvre un chapeau abandonné et se met à la recherche de son propriétaire. Son attention est attirée par un homme assis sous le porche d'une église, qui paraît ivre ou endormi. Or, le corps est étrangement affaissé et, à la lueur d'un briquet, Robert Mortimer constate avec stupeur qu'il est bel et bien mort.  
Bientôt, la police mène son enquête et l'identité du cadavre est connue : il s'agit d'un certain Abel Webb, mais la nature du décès - suicide ou meurtre - reste incertaine. A cette occasion, Mortimer sympathise avec John Gillum, un joueur professionnel invétéré qui, outre sa propre ruine financière, semble affronter depuis peu un maître-chanteur.
Quelque temps plus tard, le cadavre de John Gillum est lui-même retrouvé et tout indique qu'il s'agit d'un suicide. Mais il apparaît que Webb et Gillum se connaissaient : ils étaient arrivés d'Australie sur le même bateau deux ans plus tôt.
Pour tirer cette affaire au clair, il faut maintenant que le Dr Thorndyke s'en mêle.

## Éditions
Éditions originales en anglais
- (en) Richard Austin Freeman, Felo De Se?, Londres, Hodder and Stoughton, 1937
- (en) Richard Austin Freeman, Death at the Inn, New York, Dodd Mead, 1937.

Éditions françaises
- (fr) Richard Austin Freeman (auteur) et Hélène Jeandidier (traducteur), Les jeux sont faits [«  Felo De Se? »], Paris, Nouvelle Revue Critique, coll. « L'Empreinte no 147 », 1938, 240 p. (BNF 32128238)
- (fr) Richard Austin Freeman (auteur) et Hélène Jeandidier (traducteur) (trad. de l'anglais), Les jeux sont faits [« Felo De Se?  »], Paris, Librairie des Champs-Élysées, coll. « Le Masque. Les Introuvables du Masque no 2127 », 1993, 220 p. (ISBN 2-7024-2343-4, BNF 35576032)

## Référence
- John M. Reilly, Twentieth Century Crime and Mystery Writers, 2e édition, New York,  St. Martin’s Press, 1985.